# Aleksandr Rošal'
Aleksandr Borisovič Rošal', traslitterazione anglosassone Alexander Borisovich Roshal (in russo Александр Борисович Рошаль?; Mosca, 26 agosto 1936 – Mosca, 21 maggio 2007), è stato uno scacchista e giornalista sovietico, dal 1991 russo.

## Biografia
Di origine ebraica, suo padre fu giustiziato dal regime di Stalin accusato di "attività sioniste", mentre la madre subì la deportazione. In quanto figlio di un "nemico del popolo" Rošal' riuscì solo con difficoltà ad ottenere un'istruzione superiore ed a completare gli studi di giornalismo.
Per i suoi successi come allenatore, gli fu conferito nel 1967 il titolo di Allenatore benemerito della RSFS Russa.
Assieme al già Campione mondiale di scacchi Tigran Petrosjan fondò nel 1968 la rivista settimanale 64, considerata per decenni tra i maggiori periodici scacchistici al mondo.
Considerato per anni il maggiore giornalista scacchistico dell'Unione Sovietica, dal 1978 è stato inviato speciale dell'agenzia di stampa TASS per diversi eventi internazionali.
Dopo la dissoluzione dell'Unione Sovietica Rošal' assunse la direzione della rivista 64 e ne divenne editore. Dal 1995 su sua iniziativa riprese l'assegnazione dell'Oscar degli scacchi (sospesa tra il 1989 e il 1994)
Morì 21 maggio 2007 a causa di un tumore al pancreas, che aveva definito "la malattia degli scacchisti".